# Anička malířka
Anička malířka je kniha pro děti, kterou napsal Eduard Petiška a ilustrovala Helena Zmatlíková. Poprvé vyšla v roce 1985 v nakladatelství Albatros, později byla vydána ještě v letech 1998, 2005, 2007 a 2013. Vypráví o holčičce, která namalovala kočičku a jejím prostřednictvím navštíví svět svých vlastních obrázků.
Roku 1987 vyšlo její pokračování s názvem Anička a básnička a roku 1995 další pokračování Anička a flétnička.